# Goisava
Goisava, supruga vojvode Radiča Sankovića.
Odmah nakon smrti bosanskog kralja i bana  Tvrtka I. Kotromanića 1391. godine, braća Beljak i Radič odlučili su ustupiti posjed svoje obitelji (Konavle) Dubrovniku s utvrđenim gradom Sokolom, ne dogovorivši se s bosanskim dvorom. Ustupanje su zauzimanjem spriječili Tvrtkovi pouzdanici Vlatko Vuković i Pavao Radenović. Pobunili su se pobunili protiv Radiča u prosincu 1391. godine, kada je Radić i zarobljen i zatočen. Za to vrijeme njegova žena Goisava sklonila se u Dubrovnik.
Pokopana je u na obiteljskom groblju Sankovića na nekropoli Biskupu. Groblje je istraživao Marko Vego 1954./55. i konstatirao da se radi o obiteljskom groblju vlasteoskog roda Sankovića. Na njenom grobnom sanduku je natpis, izrađen s dvije strane u dva reda i s druge dvije strane u jednom redu. Pismo je bosanska ćirilica, 14. stoljeće.  Natpis glasi:
Po svom sadržaju, natpis spada među najdragocjenije spomenike svoje vrste u Bosni i Hercegovini.  U grobu je pronađen netaknut kostur i prilozi: svilene trake, kao ostatak haljine, a u ustima dubrovački dinar sa slikom sv. Vlaha kovan oko 1337. godine.